# Dumbarton
Dumbarton (en escocés: Dumbairton; en gaélico escocés: Dùn Breatainn) es una localidad y burgo de Escocia, situado en la orilla norte del río Clyde en la desembocadura de su afluente, el río Leven, en el estuario o fiordo de Clyde. Dumbarton es la capital administrativa del concejo de West Dunbartonshire. En 2011, el pueblo tenía una población de 19 969 habitantes, y el área metropolitana junto con Alejandría, Bonhill y Renton, una población estimada de 44 690 habitantes.
Dumbarton fue la capital del antiguo Reino de Strathclyde, y más tarde la capital del condado de Dumbartonshire. El nombre proviene del gaélico escocés Dùn Breatainn que significa «fortaleza de los británicos». El castillo de Dumbarton está asentado en la parte superior de la Dumbarton Rock, que domina la zona. La ciudad fue burgo real (burgh) entre 1222 y 1975.
La economía de Dumbarton emergió en el siglo XIX al convertirse en centro de producción naval, de vidrio y de whisky. Sin embargo, estas industrias con el paso del tiempo han disminuido o han desaparecido totalmente, y hoy día prácticamente funciona como una ciudad dormitorio de Glasgow, al estar situada a 21 kilómetros (13 mi) de la misma. La ciudad tiene equipo propio de fútbol, el Dumbarton FC.

## Historia
La historia de Dumbarton se remonta al menos, aunque se cree que podría ser anterior, a la Edad de Hierro. Era una zona estratégicamente muy bien situada, sabiéndose que los habitantes de la zona comerciaban con el Imperio romano. La primera vez que aparece su nombre , en los Anales de Ulster, es en la muerte de Guret rex Alo Cluathe («rey de Clyde Rock») en el año 658. También existe la historia de otro rey de Clyde Rock (petra Cloithe) en La Vida de San Columba de Adomnan, probablemente anterior a este, y más tarde las fuentes de Ceretic de Alt Clut, un rey británico al que San Patricio dirigió su Carta a Corotticus.
Dumbarton funcionó como el centro real del Reino de Clyde Rock tal y como mencionan estas fuentes, pero probablemente se había eclipsado en el momento de la creación del Reino de Strathclyde alrededor del 900. Más tarde fue creado el condado de Dunbartonshire, anteriormente conocido como Dumbartonshire. El nombre proviene de la voz gaélico escocesa Dùn Breatainn que significa «fortaleza de los britanos» y recuerda que los primeros habitantes de Clydesdale hablaban una variación de la lengua galesa. Estos britanos usaban el nombre Dùn para Alt Clut, «Clyde Rock», un nombre que se da tanto en gaélico como en inglés, según las fuentes de los siglos VII, VIII y IX.
Dumbarton fue duramente golpeada por la epidemia de la peste negra en 1350 y gran parte de la ciudad fue quemada en 1424. Sin embargo la recuperación fue notable y en el siglo XVII fue un importante puerto comercial en las rutas de comercio con las Indias Occidentales y a comienzos del siglo XIX fue la mayor ciudad escocesa en producción de vidrio, botellas y ventanas.

### Castillo de Dumbarton

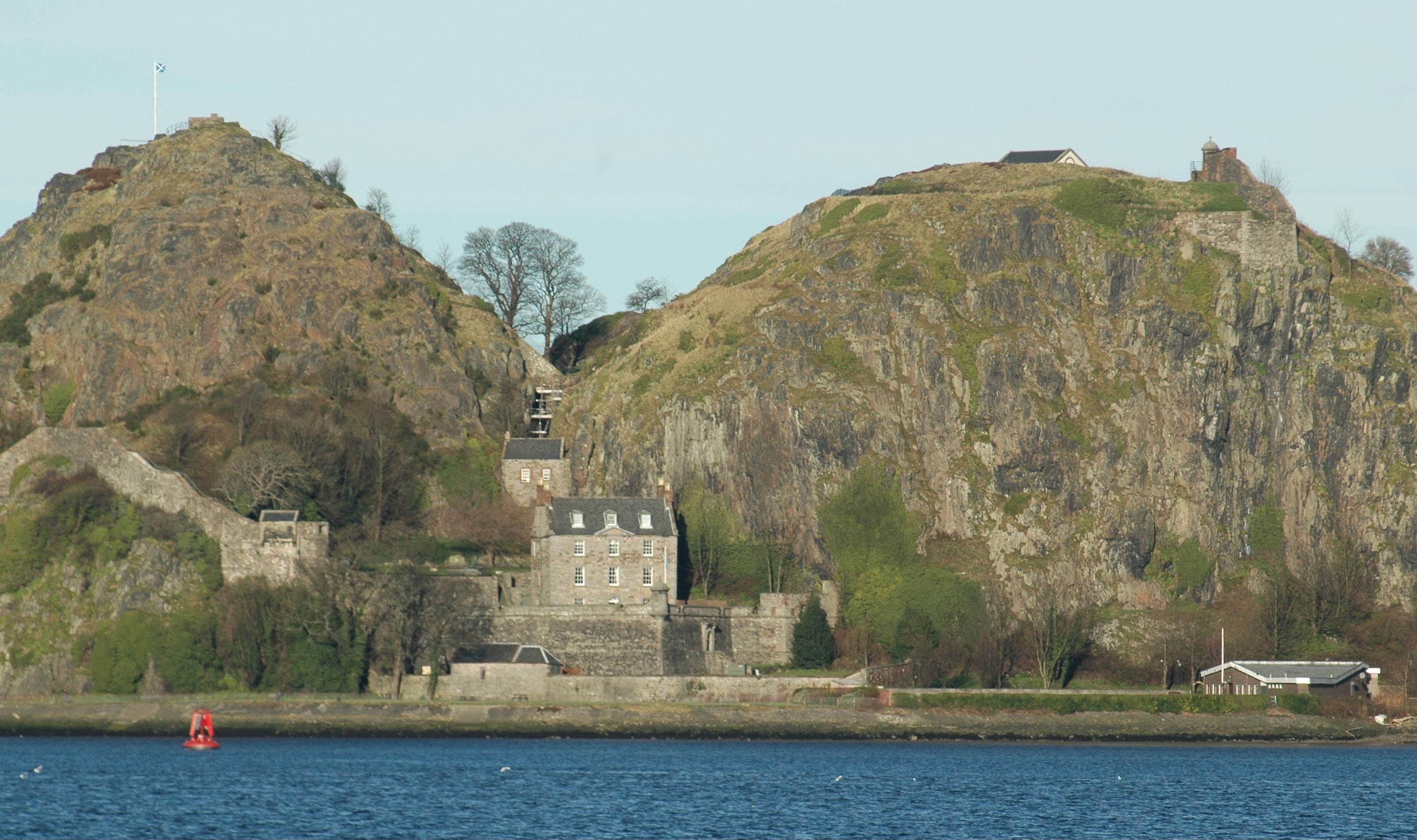
Vista desde el río Clyde de las torres del Castillo de Dumbarton

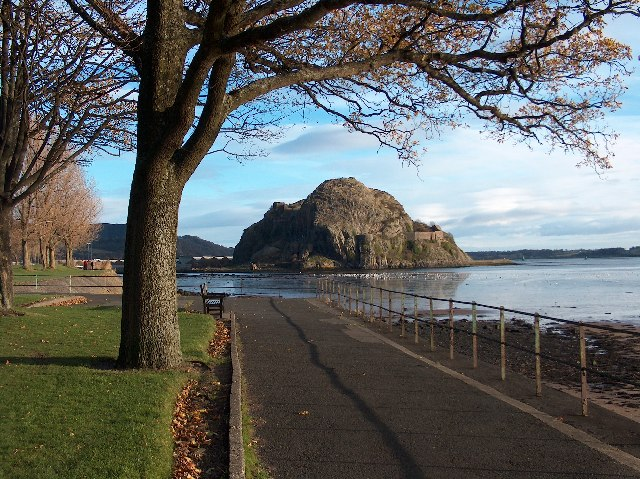
Dumbarton Rock desde el oeste.

El castillo de Dumbartón está situado en Dumbarton Rock, en la orilla oriental de la desembocadura del río Leven, en el estuario del río Clyde.
El castillo tiene una historia muy ilustre y muchos personajes famosos de la historia escocesa y británica lo han visitado. El castillo fue una fortaleza real mucho antes de que Dumbarton se convirtiera en un Burgo Real, su propiedad pasó de Escocia a Inglaterra y viceversa a lo largo del tiempo. El castillo fue un lugar importante durante las guerras de Independencia de Escocia y fue utilizado para encarcelar a William Wallace durante un corto espacio de tiempo, después de su captura por parte de los ingleses. También es desde esta fortaleza desde donde se trasladó a María I de Escocia a Francia después de la derrota de Langside. En épocas posteriores, Victoria I e Isabel II del Reino Unido visitaron el castillo.
Desde lo alto del castillo se puede contemplar una hermosa vista del río Clyde, y del Levengrove Park.

### Levengrove Park
El parque Levengrove fue un regalo a la ciudad realizado por William Denny, propietario de la empresa local William Denny and Brothers situada a 100 m del castillo. Se dice que fue un acto puramente filantrópico, sin embargo, la empresa norteamericana Cantor Corporation dijo que había destinado la tierra para proteger el suelo de la zona ante una posible instalación de una fábrica de dicha empresa en la ciudad, que finalmente se construyó en Clydebank y en efecto, este hecho hizo que la empresa de William Denny se mantuviera al frente del monopolio local y mantuviera su mano de obra.

### Dumbarton Rock
Durante la Segunda Guerra Mundial Dumbarton fue duramente bombardeada por la Luftwaffe. Los ataques alemanes se dirigían a los astilleros por lo que la zona y sus proximidades, Clyde y Leven Street quedaron gravemente dañadas. En un intento de alejar el fuego alemán de los astilleros, se utilizaron las colinas de Kilpatrick, a las afueras de la ciudad, instalándose luces y focos en los embalses imitando la luz de los astilleros. La maniobra resultó ser un éxito y en muchas ocasiones los bombardeos se dieron en páramos y lagos sin causar daños en la población.
Hoy en día, Dumbarton Rock es muy popular entre los escaladores ya que proporciona una serie de breves pero difíciles rutas de escalada.

## Gobierno

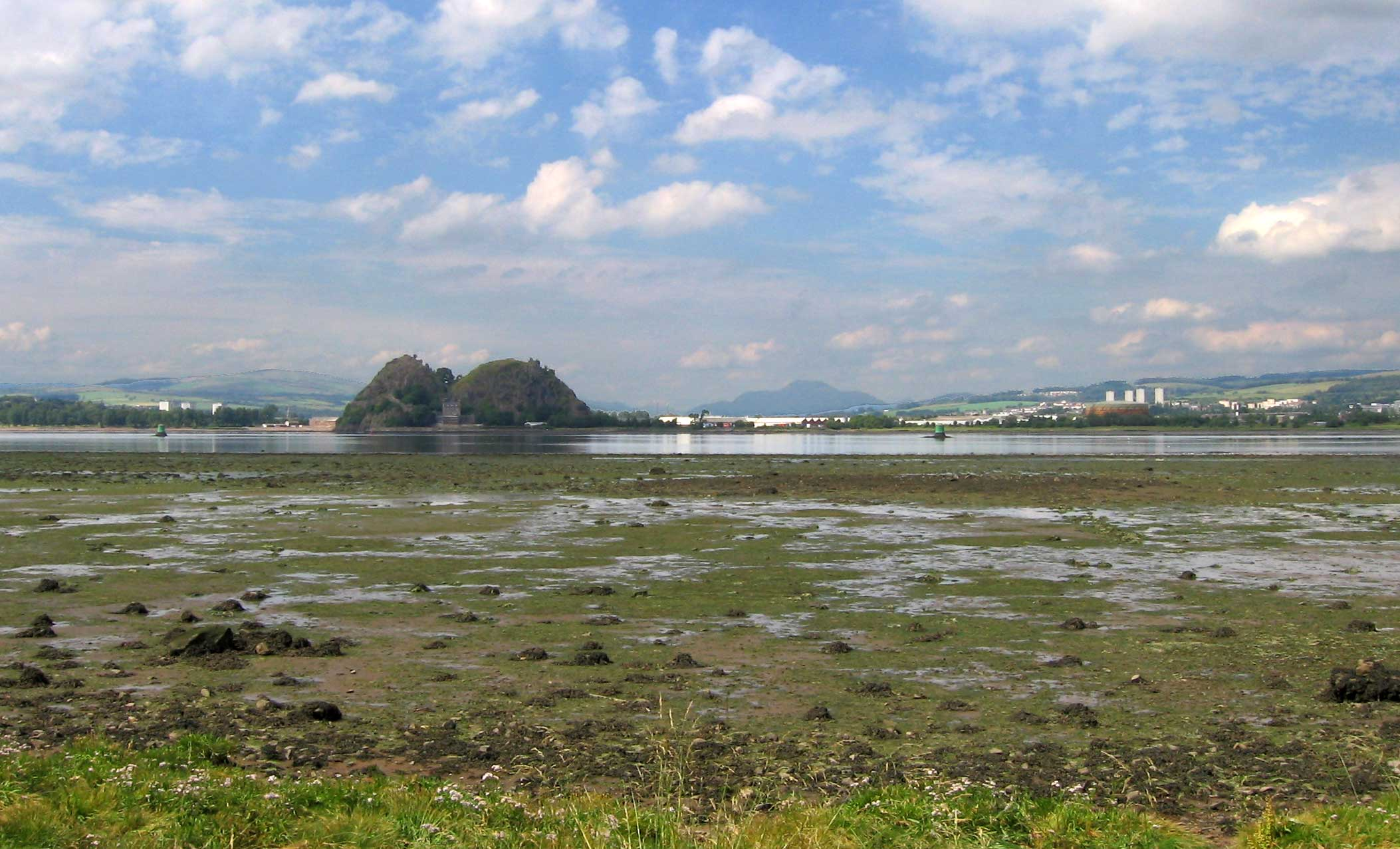
Vista hacia al norte desde el cauce del río Clyde Es visible al fondo a la derecha el monte Ben Lomond.

En 1975 Dumbarton prestó su nombre al gobierno local de la antigua región de Strathclyde. En 1996, las funciones administrativas de este condado fueron transferidas a las áreas de concejo de West Dunbartonshire y Argyll y Bute
La ciudad de Dumbarton sirve como centro administrativo del concejo de West Dunbartonshire.
En Dumbarton existe una circunscripción del Parlamento de Escocia y una circunscripción de la Cámara de los Comunes.

## Geografía
La ciudad se divide en los siguientes barrios:
- Bellsmyre
- Brucehill
- Castlehill
- Crosslet
- Dennystown
- Dumbarton East incl. Newtown
- Oxhill
- Kirktonhill
- Silverton
- Townend
- Westcliff

## Economía

### Construcción naval
Desde mediados de 1700 a principios de 1800 la principal industria de Dumbarton fue el vidrio. Dicha industria disminuyó y la ciudad se convirtió en un importante centro naval y se mantuvo hasta bien entrado el siglo XX. Hubo muchos astilleros, aunque varios de ellos fueron absorbidos por los astilleros más grandes. 

#### Buques famosos
- Entre un gran número de buques que se construyeron aquí, el más famoso siendo probablemente el Cutty Sark. Construido por Scott & Linton, fue uno de los últimos clípers que se construyeron y uno de los más rápidos. Este barco es el último sobreviviente de su tipo y puede ser visto en el dique seco de Greenwich.
- En 1818 William Denny construyó el Rob Roy en Dumbarton, que pasó a convertirse en el primer transbordadores a vapor que cruzó el Canal de la Mancha.
- En 1901 fue construido el Tabasco, el primer buque con tripulación exclusivamente mexicana y por el que se celebra en México el Día de la Marina.[8][9]

### Whisky
Mientras que en los astilleros se redujo, la producción de whisky creció hasta convertirse en la industria dominante en la ciudad. En 1938 Hiram Walker construyó una gran destilería de whisky en el río Leven (en el lugar que ocupaban unos antiguos astilleros), el pueblo fue conocido como un importante centro de la industria de whisky desde mediados a finales del siglo X. Hiram Walker fue adquirido por la cervecera Allied en 1988 para formar Allied Distillers, convirtiéndose en parte de Allied Domeq, antes de ser adquirido por el gigante francés Pernod Ricard. La gran destilería de Dumbarton Ballantine's sufrió una plaga de capullos de polillas que dañaron la estructura del edificio que dominó la ciudad por más de sesenta años y tuvo que ser demolido y se ha comenzado su reconstrucción (en julio de 2008 solo la torre seguía en pie). Sin embargo, el gran complejo de almacenes en régimen de servidumbre al Este de la ciudad y el embotellado del complejo Noroeste fueron detenidos.
Otros sitios relacionados con el whisky han cerrado a lo largo de los últimos años como Inverleven de 1991 y el cierre de su planta de embotellado de J&B Scotch Whisky y la venta de sus bonos en el norte de la ciudad ha contribuido a la disminución de la producción de bebidas en la ciudad. Sin embargo, parte de los bonos de J&B se destinaron a la producción de cine y televisión como River City y Still Game.

### Otras industrias

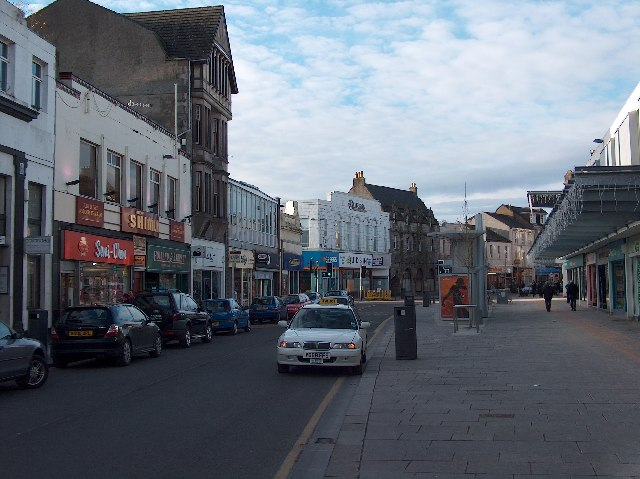
Centro de la ciudad de Dumbarton.

Con el declive de la industria del whisky, Dumbarton es cada vez una ciudad dormitorio para la gente que trabaja en Glasgow y otros lugares. La base naval de Faslane es también un importante centro de ingresos de la zona. El Strathleven Industrial de Dumbarton está situado cerca de la ubicación de varios de los principales fabricantes de máquinas como Burroughs y Westclox. Tecnología superó estas empresas y que cerró con la pérdida de muchos puestos de trabajo. La zona también ha sido el emplazamiento de Polaroid en el Reino Unido desde 1965. Esta planta fue la más grande de Polaroid fuera de los Estados Unidos y en su apogeo, empleaba a unas 1800 personas. El hecho de no reconocer la fotografía digital empezó su caída, mientras que todavía tienen una presencia en Dumbarton menos de 100 personas están empleadas en ese lugar (principalmente en la fabricación de lentes de gafas de sol).

## Cultura

### Deportes
En Dumbarton existieron dos clubs en la Liga escocesa de Fútbol, el Dumbarton Harp FC, que ya no existe, y el Dumbarton FC, que sigue actualmente como equipo profesional. 
El Dumbarton FC, también conocido como Sons of the rock (en español: «Hijos de la roca»), es un club fundado en 1872. El club juega los partidos locales en el Strathclyde Homes Stadium, junto al castillo de Dumbarton. Ganaron la Copa de Escocia en la temporada 1882-83 y fueron cinco veces finalistas. Como ganadores de la Copa de Escocia, jugaron la copa FA, en el Blackburn Olympic, ganándola por 6-1 aclamándose como campeones de Gran Bretaña. La Liga escocesa se creó en 1890 y el primer campeonato fue compartido entre Dumbarton y los Rangers. La equipación del equipo es camiseta oro con tiras negras, pantalón negro y medias negras.
Dumbarton es la sede del equipo de baloncesto Dumbarton Dodgers Basketball Club, que juega en la liga de baloncesto de Strathclyde. El equipo se formó en 1981 a partir de un club juvenil que había en el condado de Riverside, surgido en torno a la iglesia parroquial de la ciudad.
La ciudad es el lugar de nacimiento del piloto de Fórmula 1 Jackie Stewart.

### Real Campeonato de Escocia de Bandas de Gaita
Celebrada desde el año 2000 en Dumbarton, acuden más de 140 bandas, incluyendo representantes de Suecia, Dinamarca, Holanda e Irlanda. El campeonato es uno de los más prestigiosos eventos de esta índole. Además del campeonato hay una feria y una competición de bailes tradicionales escoceses.